# 李家鈺兄弟住宅
李家鈺兄弟住宅位於四川省成都市青羊區方池街22号，文物遺址年代判定為民國。2007年6月1日公佈為四川省第七批文物保護單位。